# Eduard von Orel
Eduard Ritter von Orel (* 5. November 1877 in Schloss Miramare bei Triest; † 24. Oktober 1941 in Bozen, Südtirol) war ein österreichisch-italienischer Militärkartograf der österreichischen Armee und Erfinder des Stereoautografen.

## Leben
Eduard Ritter von Orel ist der erstgeborene Sohn des österreichischen Marineoffiziers und Verwalters von Schloss Miramare Eduard Orel (1841–1892) und seiner Ehefrau Auguste Braun († 1879). Sein Halbbruder war der Eisenbahntechniker, Hofrat und Abteilungs-Präsident des Reichsbahnzentralamtes Walther von Orel (1882–1950).
Er absolvierte von 1892 bis 1896 die k.u.k. Infanteriekadettenschule in Triest und wurde 1897 zum Leutnant befördert. 1901 wurde er an die Mappeurschule des Militärgeographischen Instituts in Wien versetzt, wo er seine Ausbildung zum Kartographen mit Auszeichnung abschloss. Anschließend wurde er als Hochgebirgsfotograf beschäftigt. 1907 erfand Orel den Stereoautografen, womit erstmals die Höhenschichtlinien automatisch durch optisches Abtasten der Fotos (Stereo-Bildpaare) gezeichnet werden konnten, was eine Umwälzung innerhalb des gesamten Kartenwesens bedeutete. 1908 entstand ein erstes Modell unter der Bezeichnung Autostereograph und Orel wandte sich an das Unternehmen Carl Zeiss Jena für die weitere Produktion, die 1909 begann.
Orel wurde 1910 mit der Leitung der neugegründeten Abteilung Photogrammetrie innerhalb des Militärgeographischen Instituts Wiens betraut. 1911 erfolgte die Beförderung zum Hauptmann. Ein Jahr später schied von Orel aus dem Institut aus, nachdem seine Erfindung auf Ausstellungen in Dresden und Buenos Aires präsentiert und prämiert worden war. Er gründete in Zusammenarbeit mit der Firma Carl Zeiss das Stereophotogrammetrische Vermessungsinstitut Stereographik GmbH in Wien und entwickelte sein Modell des Stereoautographen kontinuierlich fort. Daraus entstand der Zeiss-von Orels Stereoautograph (Modell 1911 und Modell 1914) der in ganz Europa erfolgreich vertrieben wurde.
Zu Beginn des Ersten Weltkriegs wurde er als Offizier „zur besonderen Verwendung“ reaktiviert und beim k.u.k. Generalstab eingesetzt, wo er die kriegsphotogrammetrische Abteilung am Militärgeographischen Institut übernahm. Zunächst an der russisch-deutschen Front eingesetzt machte er u. a. Ballonaufnahmen von der Festung Brest. Anschließend wurde er an die serbischen Kriegsschauplätze beordert, um entsprechend seinem Fachgebiet technische Spezialaufgaben zu erfüllen. 1918, kurz vor Ende des Krieges, wurde er zum Major befördert. Bei Kriegsende war er in der 25. Abteilung des Kriegsministeriums in Wien tätig und befasste sich mit der stereophotogrammetrischen Aufnahme des Bergwerksgebietes von Lubija in Bosnien.
Nach Kriegsende bemühte er sich vergeblich die Stereographik, nach dem Rückzug von Zeiss-Jena aus Österreich, wieder aufzubauen. Ihm blieb der geschäftliche Erfolg jedoch versagt und 1937 musste die Stereographik, nach schrittweiser Entlassung der Mitarbeiter, endgültig aufgelöst werden.
Da er in Miramare (seit 1919 italienisch) geboren war, erhielt er die italienische Staatsbürgerschaft und damit eine bescheidene Pension als Major der Reserve. 1919 lehnte die österreichische Regierung eine Eingabe des Ingenieur- und Architekten-Vereins ab, ihm den Ingenieurtitel zu verleihen.
In Deutschland untersuchte er Möglichkeiten zur photogrammetrischen Bestimmung der Navigationseigenschaften von Luftfahrzeugen. In Neuseeland nahm er Küstenlinien photogrammetrisch auf. Seinen letzten Lebensabschnitt verbrachte er in Bozen, wo er einen Mäzen in dem Großindustriellen Leo von Pretz fand. In seinem Auftrag entwickelte er 1935 ein „Verfahren und Vorrichtung zum mechanischen Abteilen und Zuführen von Papierbogenlagen zu Schreibmaschinen od. dgl.“, die später als perforiertes Endlospapier mit Durchschlägen in den ersten computergesteuerten Druckern weltweit verwenduet wurde.
Zuletzt lebte er völlig zurückgezogen in Bozen.

## Ehrungen
Die Deutsche Technische Hochschule Prag verlieh ihm 1926 die Ehrendoktorwürde, und ein Jahr später wurde er als Ehrenmitglied in die Deutsche Gesellschaft für Photogrammetrie aufgenommen. 1938 wurde er zum Ehrenmitglied der Internationalen Gesellschaft für Photogrammetrie ernannt.
Seit 1965 ist im Berliner Ortsteil Staaken die Orelzeile nach ihm benannt. Im Wiener Stadtteil Donaufeld ist seit 1971 die Orelgasse zu seinen Ehren gewidmet.
Er ist auf dem Stadtfriedhof Bozen in einem Ehrengrab begraben.

## Werke
- Autosterograph. 1908.
- Der Stereoautograph als Mittel zur automatischen Verwertung von Komparatordaten. In: Mitteilungen des K.u.K. Militärgeographischen Institutes, Band 30. Verlag des K.u.K. Militärgeographischen Instituts. Wien, 1911.
- Über die Anwendung des Steroautographischen Verfahrens für Mappierungszwecke. In: Mitteilungen des K.u.K. Militärgeographischen Institutes, Band 31. Verlag des K.u.K. Militärgeographischen Instituts. Wien, 1912.
- Der Stereoautograph. In: Internationales Archiv für Photogrammetrie, 4, 1913/1914.
- Photogrammetrische Bestimmung der Navigationseigenschaften von Luftfahrzeugen. In: Bildmessung und Luftbildwesen, 1929.